# Kraft Heinz
Kraft Heinz — американська харчова компанія, утворена у 2015 році шляхом об'єднання Kraft Foods та Heinz, зі штаб-квартирами в Чикаго та Піттсбурзі. Kraft Heinz є третьою за величиною компанією з виробництва продуктів харчування та напоїв у Північній Америці та п'ятою за величиною у світі з річною виручкою на суму понад 26 млрд $ станом на 2018 рік.
Окрім торгових марок Kraft та Heinz, компанії Kraft Heinz також належать понад 20 інших марок, зокрема, Boca Burger, Gevalia coffee, Grey Poupon, That's Good!, Oscar Mayer та інші. Kraft Heinz посідав 114-те місце у списку Fortune 500 найбільших корпорацій США за 2018 рік за загальним доходом.

## Історія
На початку 2015 року ради директорів компаній Kraft Foods Inc. та H.J. Heinz Company оголосили про об'єднання в єдину компанію. Акціонери Heinz отримали контроль над 51 % об'єднаної компанії, а акціонери Kraft Foods Group — 49 %.
Нова компанія Kraft Heinz стала п'ятою за величиною світовою компанією з виробництва продуктів харчування та напоїв та третьою за величиною в США. У компанії досі є дві штаб-квартири, які розташовані в Чикаго та в Пітсбурзі. Остаточне злиття компаній завершилося 2 липня 2015 року.